# Staatliche Universität für Management
Die Staatliche Universität für Management (russisch Государственный университет управления bzw. ГУУ/GUU) ist eine der größten Universitäten Moskaus. Sie wurde 1919 gegründet und gilt derzeit als eine der besten Universitäten für Wirtschaft im Raum der GUS, nachdem 1950 die neue Rektorin Olimpiada Koslowa das Studiumprogramm grundlegend  reformiert hatte.

## Organisation
Die GUU ist in 22 Fakultäten gegliedert und unterhält neben ihrem Campus in Moskau auch Standorte in Kaliningrad und Obninsk.
Es werden verschiedene wirtschaftsnahe Studien mit derzeit 23 verschiedenen Spezialisierungen beziehungsweise Studienschwerpunkten angeboten, darüber hinaus einige MBA-Studiengänge.

## Partneruniversitäten
Die Staatliche Universität für Management bietet ein Double-Degree in Management mit der Universität Passau an. Weitere Kooperationsvereinbarungen existieren mit der Universität Graz und der ISC Paris School of Management, einer französischen Grande école.

## Bekannte Alumni
- Jelena Baturina (* 1963), eine russische Milliardärin und Frau des 2019 verstorbenen Moskauer ex-Bürgermeisters Juri Luschkow
- Sergei Glasjew (* 1961), russischer Ökonom und Politiker
- Jewgeni Tschitschwarkin, Gründer vom Russlands größten Handy-Verkaufsnetz Evroset